# أوبوس ميكستوم

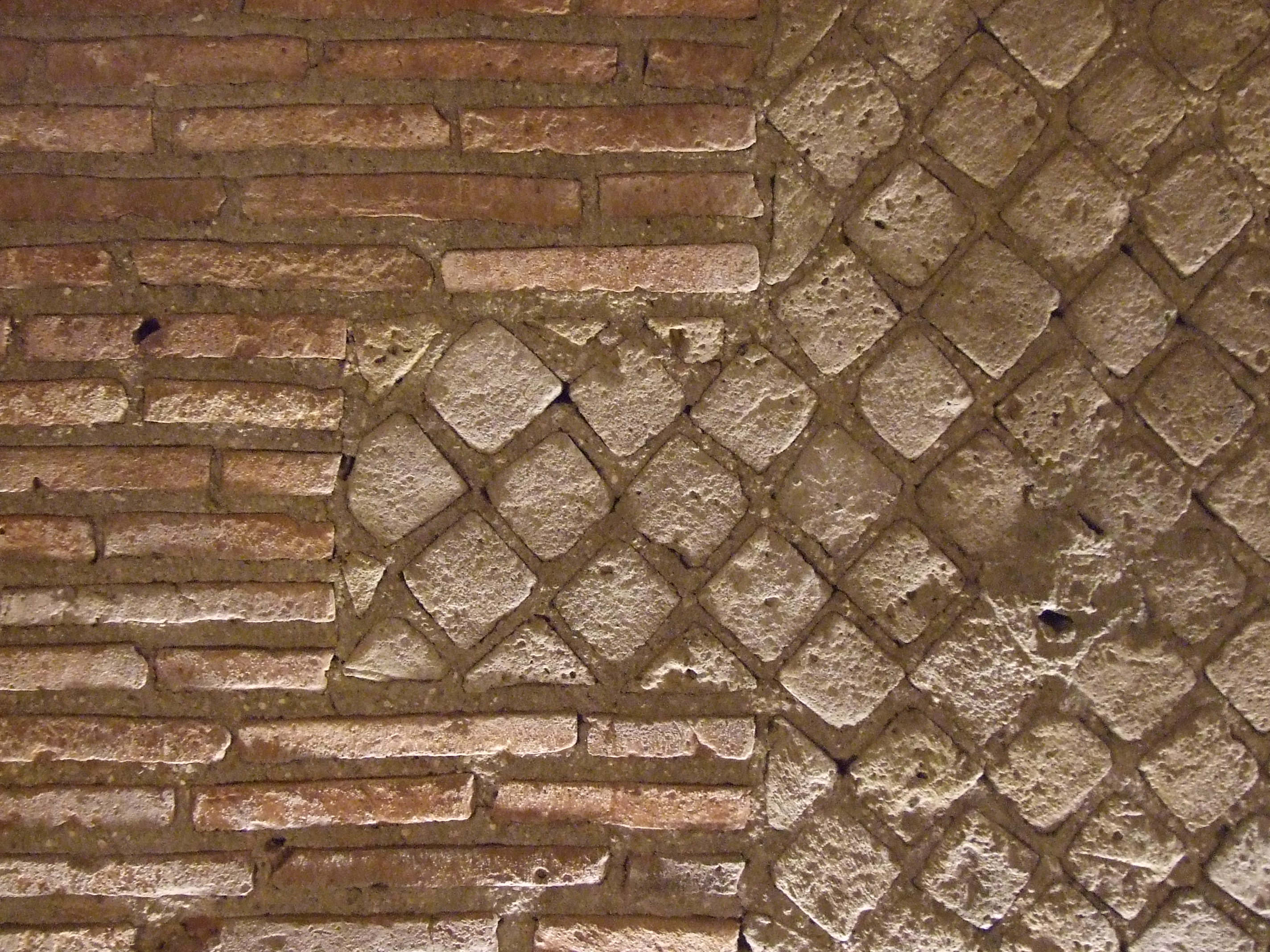
نموذج من تقنية أوبوس ميكستوم، يجمع بين نظامين إنشائيين هما أوبوس راتيكولاتوم (يمين) وأوبوس لاتيريكيوم (يسار) في المسرح الروماني في نابولي، إيطاليا.

أوبوس ميكستوم (باللاتينية: Opus mixtum ويُطلق عليها أيضًا Opus compositum أو Opus vagecum) هي تقنية رومانيّة قديمة كانت تجمع بين نظامين إنشائيين هما أوبوس راتيكولاتوم وأوبوس لاتيريكيوم في تصفيح الجدران الخشنة المبنيّة من الخرسانة الرومانيّة والتي كان يُطلق عليها اسم أوبوس كامينتيكيوم.
كانت هذه التقنية شائعة في الفترة الممتدة من منتصف القرن الأول للميلاد وحتى أواخر القرن الثالث للميلاد، وتحديدًا في فترة حكم الإمبراطور هادريان بالقرن الثاني للميلاد.

## وصلات خارجية
- استخدام الخرسانة الرومانية - أوبوس كامينتيكيوم (بالإنجليزية)
- معجم أوكسفورد للعمارة - النسخة الثالثة: أوبوس (بالإنجليزية)